# Balleman
Balleman is een buurtschap  in de gemeente Alphen-Chaam in de Nederlandse provincie Noord-Brabant. Het ligt in het noordwesten van de gemeente. De buurtschap Balleman valt onder het dorp Galder. 

## Toponymie
De naam houdt misschien verband met het Middelnederlandse baelje ‘hekwerk, palissade, afsluiting’ en in dat geval mogelijk vergelijkbaar met perceelnamen als Belleman (1577), den Beleman (1695) in Vlaanderen, Belschot (1542) in Brabant en Zeeuws belling 'omheinde of door sloten omgeven weide'. Voor het tweede deel man kan men denken aan Vlaams/Westbrabants man ‘land dat licht onderloopt, laaggelegen weide’ (vergelijk Malland), of anders hebben we hier te maken met een in het zuiden wel vaker voorkomende personifiëring van veldnamen en wateren (vergelijk de Braakman, oorspronkelijk breckeme, verbaalsubstantief bij breken, vergelijk het Middelnederlandse grontbrekeme 'oeverafschuiving, oeverval').
Hoofdplaats: Alphen      Dorpen: Bavel (deels) · Chaam · Galder · Strijbeek · Ulvenhout (deels) 

Buurtschappen: Alphen-Oosterwijk · Anneville · Balleman · Boshoven · Boslust · Couwelaar · Chaamdijk · Dassemus · Druisdijk · Geersbroek · Ginderdoor  · Grazen · Heerstaaien · Heikant · Het Sas · Hondseind · Houtgoor · Kalishoek · Kerzel · Klooster · Kwaalburg · Leg · Looneind · Meijsberg · Notsel · Rakens · Snijders-Chaam · Terover · Venweg · 't Zand 

Noord-Brabant: Steden en dorpen      Nederland: Provincies · Gemeenten